# Instituto de Previsión y Asistencia Social para el personal del Ministerio de Educación
El Instituto de Previsión y Asistencia Social para el personal del Ministerio de Educación o más conocido por su acrónimo IPASME, es un organismo público venezolano adscrito al Ministerio del Poder Popular para la Educación de Venezuela, que atiende en tema de salud a los empleados (docentes, administrativos y obreros) del MPPE. Su actual Junta Administradora está presidida por la presidenta Marelia Guillén.

## Historia

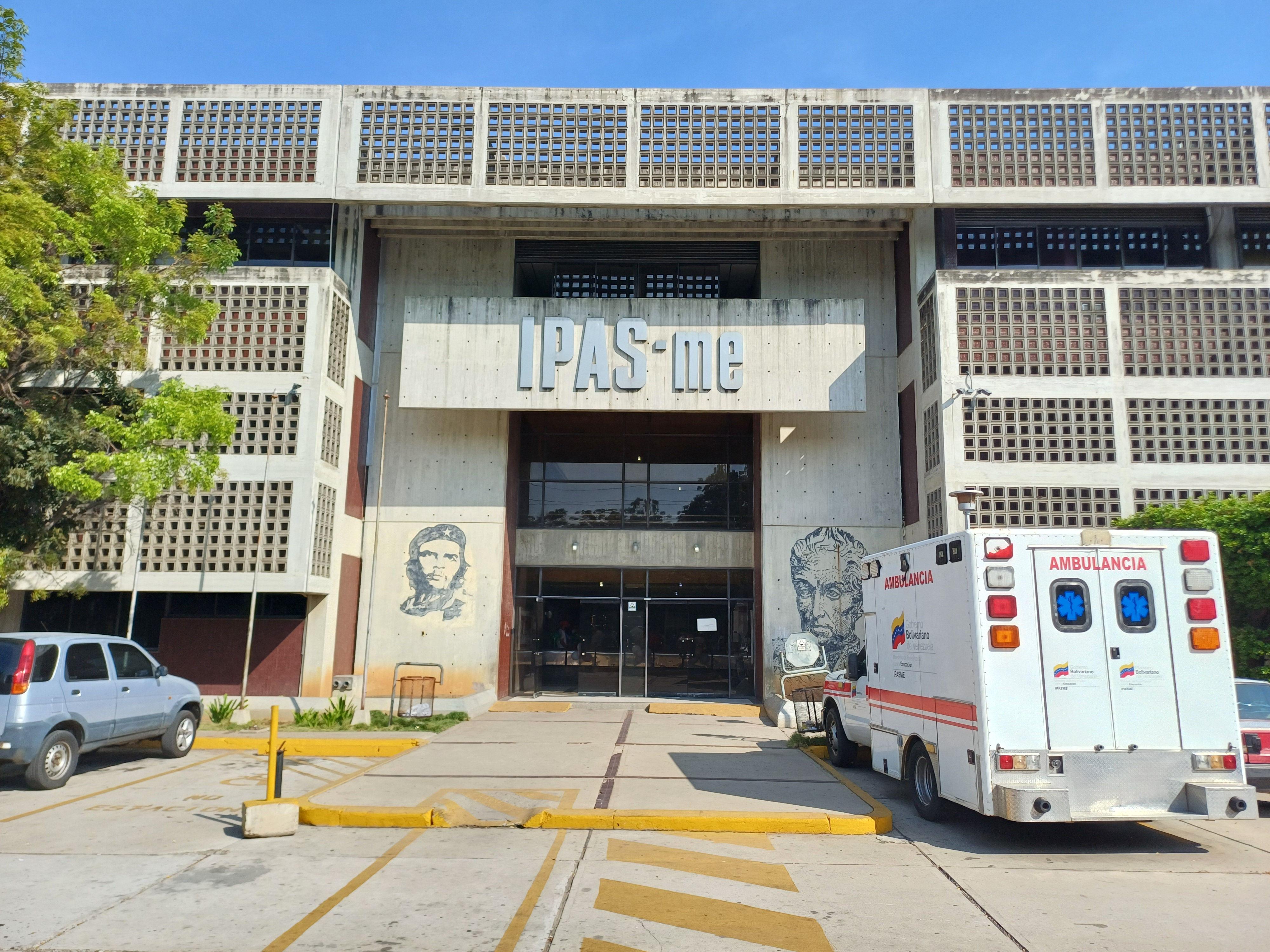
Unidad médica de IPASME en Maracaibo.

El IPASME, fue creado el 23 de noviembre de 1949, mediante el decreto presidencial N° 337 en el gobierno militar de Carlos Delgado Chalbaud. Comenzó a funcionar el 1 de mayo de 1950. Posteriormente el 9 de enero de 1959, la Junta de Gobierno en Consejo de Ministros, dicta el Decreto N° 513 para crear el estatuto orgánico que lo rige actualmente. En el gobierno de Hugo Chávez, pasa a la red pública.

## Estructura
El IPASME, brinda servicios de salud al personal del MPPE, además de inmuebles, operaciones y afiliación (CAIA), aunque en las últimas décadas se ha abierto con pases de cortesía a personas que no cotizan en dicho ministerio.

### Junta Administradora
Está conformada por tres personas:
- Presidencia: Marelia Esperanza Guillén de Partida.
- Vicepresidencia: Nohemí Marcano Rodríguez.
- Secretaría de Junta: Marlene Carolina Díaz Martínez.

### Unidades Regionales

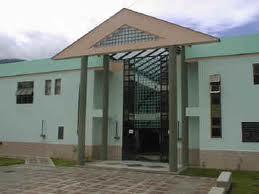
Unidad médica de IPASME en Boconó.

El IPASME, tiene su sede administrativa en Caracas, junto con el Centro de Atención Integral al Afiliado (CAIA). Además, cuenta con distintas unidades médicas alrededor del territorio venezolano, las cuales están divididas de la siguiente manera.
Tipo I
| - Altagracia de Orituco. - Anaco. - Buchivacoa. - Carora. - Calabozo. - Cantaura. - Casacoima. - Caucagua. - Centro de Salud para el Buen Vivir Salvador Allende. - Cumanacoa. - El Moján. - El Tocuyo. - El Vigía. - Guasdualito. - Guasipati. - Güiria. | - La Grita. - La Victoria. - Machiques. - Puerto Ayacucho. - Puerto Cumarebo. - Punta de Mata. - San Carlos de Cojedes. - San Carlos del Zulia. - San Juan de Colón. - Santa Bárbara de Barinas. - Tovar. - Upata. - Ureña. - Zaraza. |

Tipo II
| - Acarigua. - Barinas. - Boconó. - Cabimas. - Carrizal. - Carúpano. - Coro. - Cumaná. - El Tigre. - Guanare. - Guatire. - La Guaira. | - Nirgua. - Ocumare del Tuy. - Puerto Cabello. - Punto Fijo. - Rubio. - San Fernando de Apure. - San Juan de los Morros. - Tinaquillo. - Trujillo. - Tucupita. - Valle de la Pascua. |

Tipo III
- Barcelona.
- Barquisimeto.
- Centro Nacional de Especialidades Diágnosticas Dr. Julio de Armas.
- Ciudad Bolívar.
- Don Simón Rodríguez (Caracas).
- La Asunción.
- Maracaibo.[12]
- Maracay.
- Maturín.[13][14]
- Mérida.
- San Cristóbal.
- San Felipe.
- San Félix.
- Valencia.
- Valera.